# Карасиное
Карасиное — водоём в Высокогорском районе Татарстана.

## География
Озеро Карасиное — бессточный водоём карстового происхождения. Расположено южнее деревни Ювас Высокогорском районе Татарстана. Водоём имеет сложную форму. Длина озера 700 м, максимальная ширина 250 м. Площадь зеркала 12 гектар. Средняя глубина достигает 3 м.

## Гидрология
Объём озера 300 тыс. м³. Питание подземное, устойчивое. Вода без цвета и запаха, жёсткостью менее 1 ммоль/л, минерализацией 154 мг/л, прозрачность 60 см. Химический тип воды гидрокарбонатно-кальциевая.

## Хозяйственное использование
- Водоём имеет хозяйственное значение. Используется для разведения водоплавающей птицы, водопоя скота, рыбной ловли.
- Постановлением Совета Министров Татарской АССР от 10 января 1978 г. № 25 и постановлением Кабинета Министров Республики Татарстан от 29 декабря 2005 г. № 644 признана памятником природы регионального значения.